# Ryszard Petek
Ryszard Petek (ur. 19 kwietnia 1943 w Leforest we Francji, zm. 28 września 2018 w Bogurzynie) – polski bokser, 5-krotny reprezentant Polski i mistrz Europy.

## Życiorys
Startował głównie w wagach lekkiej (do 60 kg) i lekkopółśredniej (do 63,5 kg), ale największy sukces odniósł w nietypowej dla siebie wadze piórkowej (do 57 kg). Zdobył w niej złoty medal podczas Mistrzostw Europy w Rzymie (1967). Startował potem jeszcze trzykrotnie w mistrzostwach Europy, za każdym razem w innej wadze. W Bukareszcie (1969) wywalczył brązowy medal w wadze lekkiej. W Madrycie (1971) startował w wadze półśredniej, a w Belgradzie (1973) w wadze lekkopółśredniej, ale nie zdobył medali.
Dwukrotnie był mistrzem Polski: w 1964 w wadze lekkiej i w 1973 w wadze lekkopółśredniej. Trzy razy był wicemistrzem (w 1967 w kat. lekkiej oraz w 1969 i 1970 w lekkopółśredniej),  a raz zdobył brązowy medal (1966 w wadze lekkiej). Był też mistrzem Polski juniorów (w 1961) w wadze piórkowej). Pięć razy walczył w meczach reprezentacji Polski (4 zwycięstwa, 1 porażka).
W swojej karierze stoczył ok. 370 walk z czego 250 w barwach FKS Avii Świdnik. Ok. 340 wygrał i ok. 30 przegrał.
Petek rywalizował z takimi zawodnikami, jak mistrzowie olimpijscy Józef Grudzień i Jerzy Kulej, stąd miał mniej okazji do startów w wielkich imprezach.
Był zawodnikiem Elektryka Toruń, Brdy Bydgoszcz, Zawiszy Bydgoszcz i Avii Świdnik (w latach 1964–1975).
Po zakończeniu kariery Ryszard Petek wyjechał do Bydgoszczy.
Zmarł 28 września 2018 r. w Domu Pomocy Społecznej „Zdrowa Jesień” w Bogurzynie (gmina Wiśniewo, woj. mazowieckie). Spoczął na cmentarzu w tej samej miejscowości. Ku jego pamięci, w 2019 roku po długich poszukiwaniach miejsca jego spoczęcia prowadzonych przez Piotra Kostjana, byłego kierownika bokserskiej sekcji FKS „Avia” i Sławomira Celegrata, pomocy Katarzyny Bochenek, dyrektorki OPS oraz jej zastępczyni, Anny Dymkowskiej, a także wsparciu finansowemu burmistrza Waldemara Jaksona, burmistrza Świdnika, MKS Avia i Okręgowego Związku Bokserskiego w Lublinie, udało się postawić pomnik na mogile ku jego czci. Na jego nagrobku oraz na elewacji bloku przy ul. Kilińskiego 1 w Świdniku umieszczono tablice pamiątkowe wykonane przez jego kolegów z sekcji bokserskiej. Po śmierci zwyciężył plebiscyt "Sportowiec 70-lecia" w kategorii "pięściarstwo" organizowanym przez redakcję "Głosu Świdnika". Jego puchar znajduje się w Domu Pomocy Społecznej w Bogurzynie, w którym spędził ostatnie lata życia. 

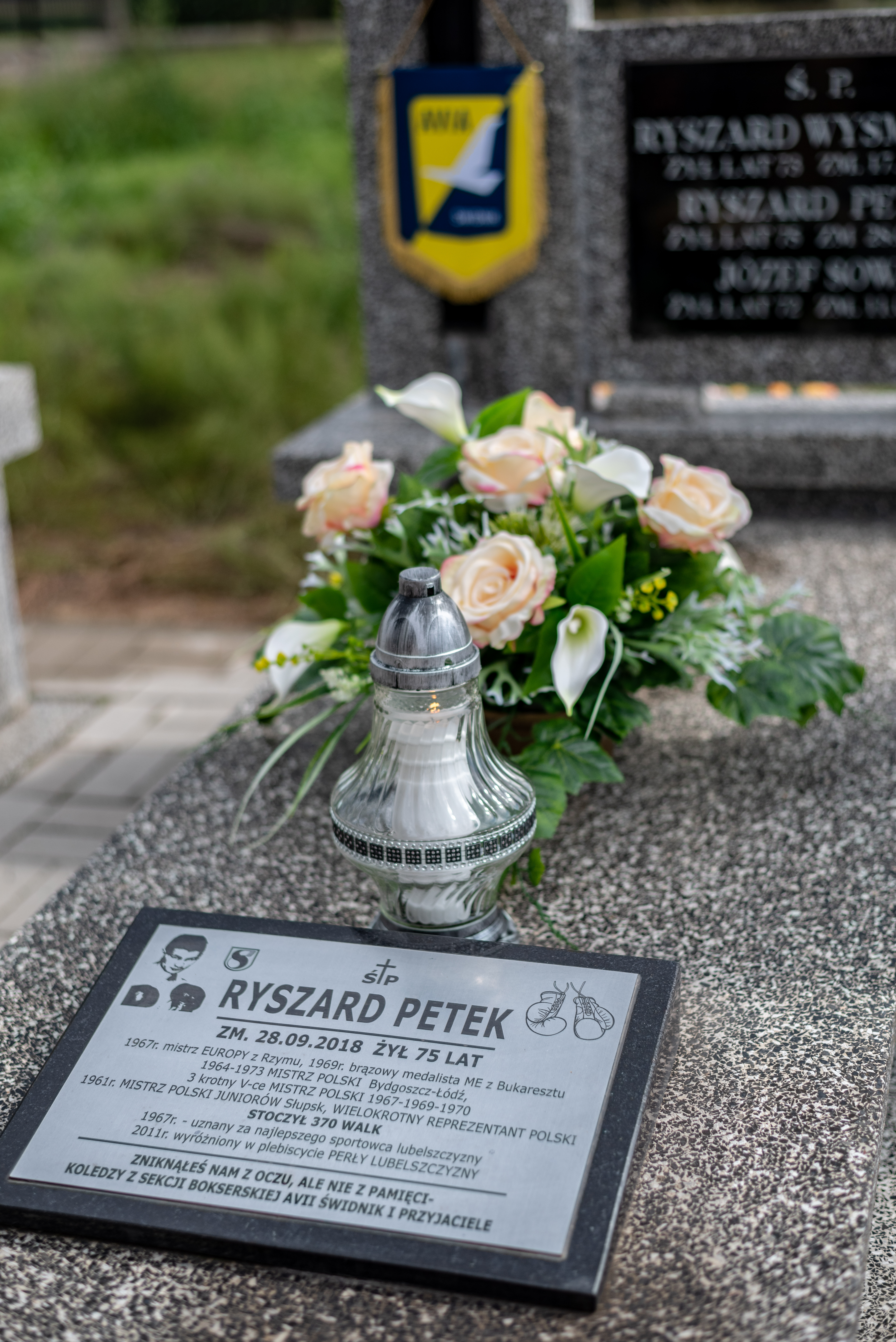
Tablica pamiątkowa na nagrobku